# Harry Belafonte

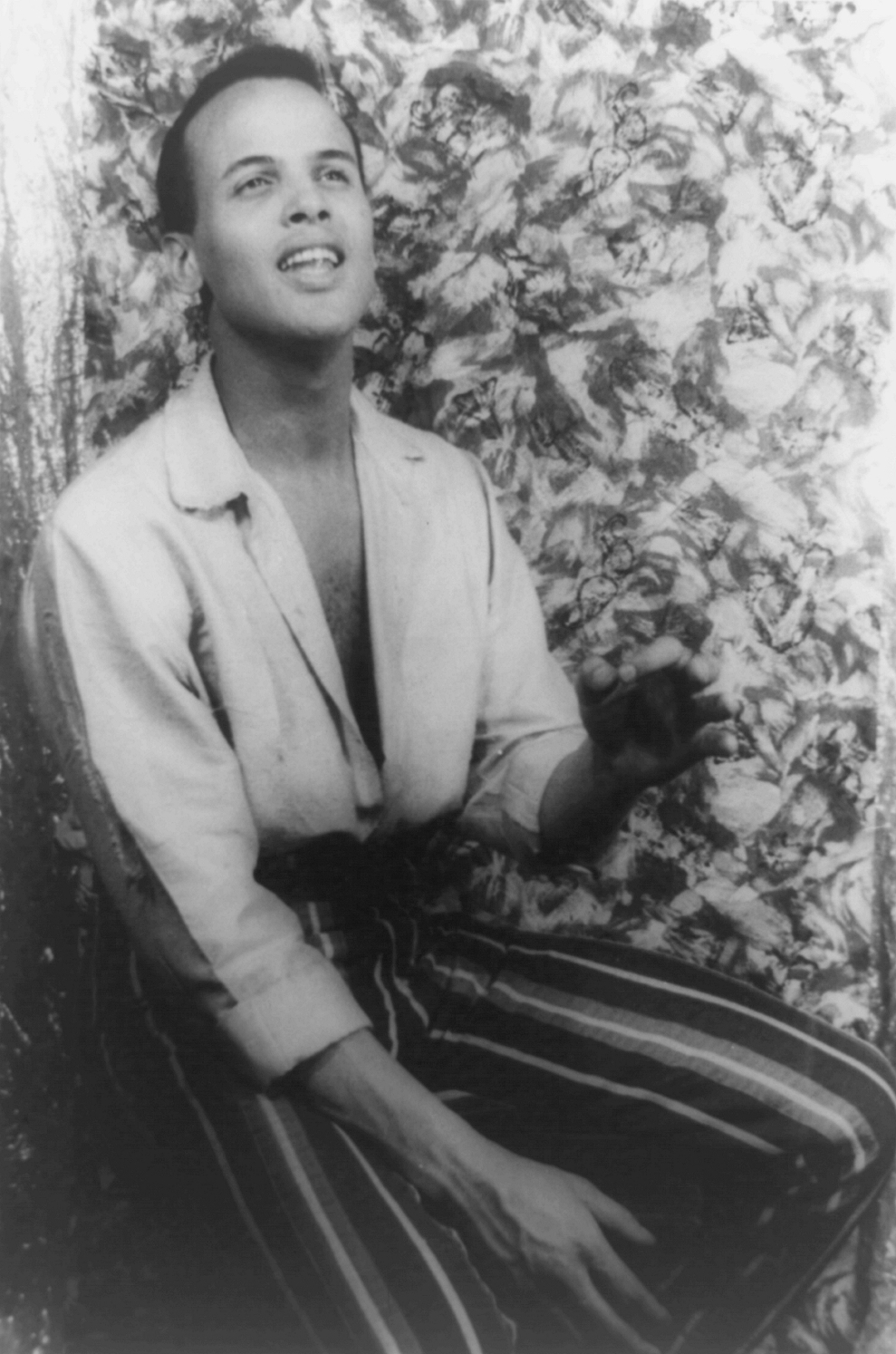
Harry Belafonte, 1954.

Harry Belafonte, född som Harold George Bellanfanti, Jr. den 1 mars 1927 i Harlem i New York, död 25 april 2023 i New York, var en amerikansk sångare, skådespelare och aktivist för mänskliga och medborgerliga rättigheter. Belafontes LP Calypso (1956) var den första i världen som sålde i över en miljon exemplar, och den skapade ett mycket stort intresse för och efterfrågan på traditionell jamaicansk folkmusik. Albumet innehöll bland annat låten "Banana Boat Song" med det karakteristiska utropet "Day-O", som blev världskänt.

## Biografi
Belafonte var son till jamaicanskfödda Melvine (flicknamn Love), och martiniquiskfödde Harold George Bellanfanti, Sr., som var kock i den engelska flottan. Som åttaåring 1935 flyttade Belafonte till Jamaica för att bo hos sin mormor i byn Aboukir på Jamaica. Han återvände till New York 1939 och gick ut high school där. Under hösten 1940 tog han teaterlektioner. Han fick även roller vid American Negro Theatre. Efter japanernas angrepp på Pearl Harbor sökte han sig till flottan, där han tjänstgjorde under de år som USA deltog i andra världskriget.
I slutet av 1940-talet gick han i teaterskolan The New School samtidigt som Marlon Brando, Tony Curtis, Walter Matthau, Beatrice Arthur och Sidney Poitier var elever. Han fick även roller vid American Negro Theatre. och fick därefter jobb vid flera och allt fler betydelsefulla teatrar. För sin insats i Broadway-revyn Almanac fick han en Tony, vilket kan sägas vara teaterns motsvarighet till filmens Oscar. 
Belafonte hade alltid sjungit som barn, ett arv från modern och mormodern, och han har haft sångroller i många av de pjäser och musikaler han har medverkat i. Han har haft stor framgång med sina skivinspelningar vilket resulterade i att han år 2000 tilldelades Grammy Lifetime Achievement Award för sina framgångar inom grammofonindustrins område. 
Belafonte har också av Unicef utsetts att vara en av organisationens goodwill-ambassadörer. 
Harry Belafonte har döttrarna Adrienne och Shari Belafonte från sitt första äktenskap med Marguerite Byrd (1948-1957) och i sitt andra äktenskap med Julie Robinson (1928-2024) sonen David och dottern Gina.

### Filmkarriär
Harry Belafonte medverkade i flera filmer. Hans första stora filmroll var i Bright Road (1953), där Dorothy Dandridge hade huvudrollen. Detta par spelade därefter i Otto Premingers succémusikal Carmen Jones (1954). Ironiskt nog sjunger inte Belafonte själv i filmen, utan han fick mima till rösten av operasångaren LeVern Hutcherson. Belafontes egen "svarta" sångröst ansågs alltså olämplig för rollen i musikalen Carmen Jones. Med hjälp av sin stjärnstatus fick emellertid Belafonte fler huvudroller som sedan kom att betraktas som kontroversiella. I filmen Island in the Sun (1957) antyddes att Belafontes färgade rollfigur skulle ha ett förhållande med Joan Fontaines vita rollfigur – vilket var fullständigt otänkbart i dåtidens USA. År 1959 producerade han filmen Odds Against Tomorrow', där han spelade en bankrånare som samarbetar med en rasist som uttryckte åsikter som de liberala i dåtidens USA ibland tänkte men aldrig yttrade högt. Belafonte erbjöds rollen som Porgy i Otto Premingers film Porgy and Bess, men vägrade då han ansåg att svarta speglades som stereotyper på ett rasistiskt sätt i denna berättelse. Missnöjd med utbudet av lämpliga roller för honom, övergav han filmvärlden till förmån för musikkarriären under 1960-talet.
I början av 1970-talet kastade sig Belafonte tillfälligt in i filmvärlden igen. Han medverkade i två filmer med Sidney Poitier: Buck och Herrens högra hand (1972) och Uptown Saturday Night (1974). År 1984 producerade Belafonte musikalen Beat Street, som handlade om hiphopens uppkomst. Belafonte hade inte någon huvudroll förrän 1995, då han spelade mot John Travolta i det omvända rasdramat White Man's Burden, och 1996 i Robert Altmans drama om jazzens guldålder – Kansas City. I TV-dramat Swing Vote (1999) spelade han domare i Högsta domstolen i USA. År 2006 spelade Belafonte karaktären "Nelson", en vän till en anställd (Anthony Hopkins) vid Ambassador Hotel i Emilio Estevez drama Bobby, som handlar om mordet på Robert F. Kennedy.

### Politisk aktivism och kamp för svartas rättigheter

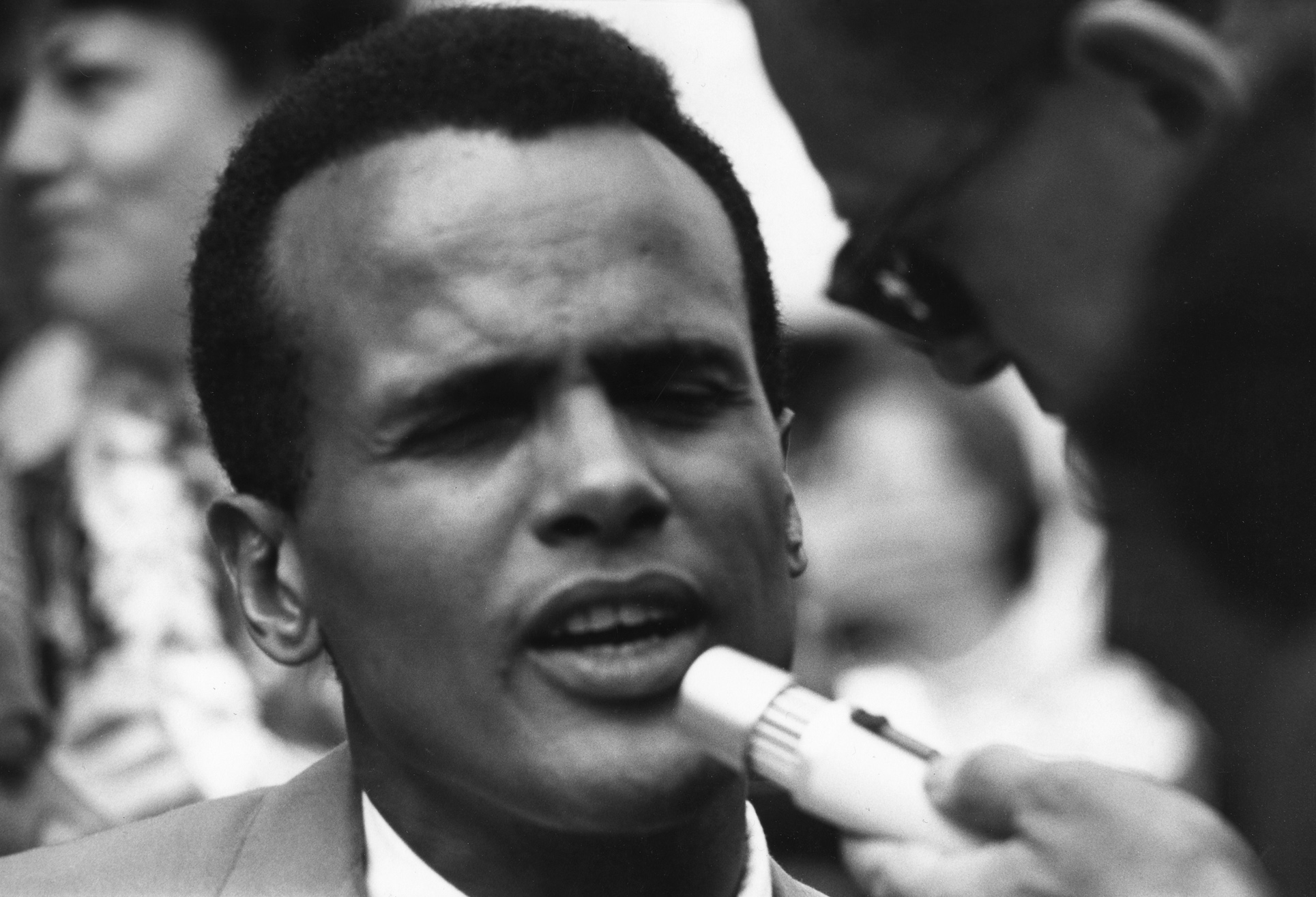
Harry Belafonte under marschen till Washington för arbete och frihet 1963.

Belafonte har flera gånger uttalat sig och framträtt i olika politiska sammanhang till stöd för medborgerliga rättigheter och social rättvisa. Han har kallat den amerikanske sångaren, skådespelaren och aktivisten Paul Robeson för en av sina stora inspirationskällor. Belafontes tidiga sociala och politiska engagemang ledde till att han anklagades för att vara kommunist och  svartlistades under McCarthyismens tid i USA.
I 1950- och 1960-talets amerikanska medborgarrättsrörelse var Belafonte en av de mest framträdande deltagarna. Han var rådgivare och nära vän till Martin Luther King, var bland annat med och organiserade marschen till Washington för arbete och frihet år 1963, och bidrog ekonomiskt till flera av medborgarrättsrörelsens initiativ och aktioner. Belafonte utgjorde även huvudattraktionen i den skandinaviska insamlingsföreställningen En gränslös kväll på Operan den 31 mars 1966, till förmån för Martin Luther King och medborgarrättsrörelsen. Även svenska stjärnor som Hasse och Tage, Monica Zetterlund och Alice Babs deltog i föreställningen, som samsändes från Kungliga Operan i Stockholm över Sverige, Finland och Norge.  
Belafonte har varit en långvarig kritiker av USA:s utrikespolitik. Han har vid olika tillfällen kritiserat bl.a. USA:s handelsembargo mot Kuba och den amerikanska invasionen av Grenada. Belafonte har även uttalat sitt stöd för och träffat revolutionära ledare i Latinamerika, som Fidel Castro och Hugo Chávez. 2006 kallade han USA:s dåvarande president George W. Bush för "världens störste terrorist" med anledning av Irakkriget. Han kallade även Colin Powell och Condoleezza Rice, båda utrikesministrar i Bushadministrationen vid olika tillfällen och pådrivande i upptakten till Irakkriget, för rasförrädare. Belafonte har även riktat kritik mot Bushs efterträdare Barack Obama, och beskrivit valet av Donald Trump som USA:s president som ett stort misstag.
År 1985 deltog Belafonte i välgörenhetsprojektet We Are the World till förmån för svältdrabbade länder i Afrika, samt i välgörenhetskonserten Live Aid. 1987 utsågs han till ambassadör för Unicef. Till de övriga frågor Belafonte engagerat sig i hör kampen för kvinnors rättigheter, kampen mot apartheid i Sydafrika, förebyggandet av HIV och Aids samt förbud mot kärnvapen.
Belafonte avled 2023 i hjärtsvikt i sitt hem i New York, 96 år gammal.

## Diskografi
- Mark Twain and other Folk Favorites (1954) - RCA LPM1022
- Belafonte (1956) - RCA LPM1150
- Calypso (1956) - RCA LPM1248
- An Evening with Belafonte (1957) - RCA LPM1402
- Belafonte Sings of the Caribbean (1957) - RCA LPM1505
- To Wish You a Merry Christmas (1958) RCA LPM1887
- Belafonte Sings the Blues (1958) - RCA LPM1972
- Love is a Gentle Thing (1959) - RCA LPM1927
- Porgy and Bess (1959) - RCA LPM2019
- Belafonte at Carnegie Hall (1959) - RCA LSO6006
- My Lord What a Morning (1959) - RCA LSP2022
- Belafonte Returns to Carnegie Hall (1960) - RCA LSO6007
- Swing Dat Hammer (1960) - RCA LSP2194
- Jump Up Calypso (1961) - RCA LSP2388
- Midnight Special (1962) - RCA LSP2449
- The Many Moods of Belafonte (1962) - RCA LSP2574
- Streets I Have Walked (1963) - RCA LSP2695
- Belafonte at The Greek Theatre (1964) - RCA LSO6009
- Ballads, Blues and Boasters (1964) - LSP2953
- En Gränslös Kväll På Operan (1966) - BEL-1 (svensk inspelning)
- An Evening with Belafonte/Makeba (1965) - LSP3420
- An Evening with Belafonte/Mouskouri (1966)- RCA LSP3415
- In My Quiet Room (1966) - RCA LSP3571
- Calypso in Brass (1966) - RCA LSP3658
- Belafonte on Campus (1967) - RCA LSP3779
- Belafonte Sings of Love (1968) - RCA LSP3938
- Homeward Bound (1969) - RCA LSP4255
- Belafonte By Request (1970) - RCA LSP4301
- Harry & Lena, For the Love of Life (1970) - RCA PRS295
- The Warm Touch (1971) - RCA LSP4481
- Calypso Carnival (1971) - RCA LSP4521
- Belafonte...Live (1972) - RCA VPSX6077
- Play Me (1973) - RCA APL1-0094
- Concert in Japan (1974) - RCA R4P5054 - kvadrofonisk inspelning
- Turn the World Around (1977) - CBS CB86045
- Loving You is Where I Belong (1981) - CBS CB85254
- We Are the World (1985)
- Paradise in Gazankulu (1988) - EMI 746971-1
- Belafonte '89 (1989) - EMI 134-2527252
- An Evening with Harry Belafonte and Friends (1997) - Island Records 524384-2
- The Long Road to Freedom, An Anthology of Black Music (2001) - Buddha Records 99756
- Belafonte Live Europe (bara i mp3-format) (2003)
- The Essential Harry Belafonte (2005)

## Filmografi
- Bright Road (1953)
- Carmen Jones (1954)
- Ön i solen (1957)
- The Heart of Show Business (1957)
- The World, the Flesh and the Devil (1959)
- Odds Against Tomorrow (1959)
- Guess whos coming to dinner (1967)
- King: A Filmed Record... Montgomery to Memphis (1970) (dokumentär) (berättare)
- The Angel Levine (1970)
- Buck och Herrens högra hand (1972)
- Uptown Saturday Night (1974)
- A veces miro mi vida (1982)
- Drei Lieder (1983) (underordnad biroll)
- Sag nein (1983) (dokumentär)
- Beat Streat (1984) (dokumentär om hiphop-kulturen) (musikproducent)
- Der Schönste Traum (1984) (dokumentär)
- We Shall Overcome (1989) (dokumentär) (berättare)
- The Player (1992) (Cameo)
- Ready to Wear (1994) (Cameo)
- Hank Aaron: Chasing the Dream (1995)
- White Man's Burden (1995)
- Jazz '34 (1996)
- Kansas City (1996)
- Scandalize My Name: Stories from the Blacklist (1998) (dokumentär)
- Fidel (2001) (dokumentär)
- XXI Century (2003) (dokumentär om Castro)
- Conakry Kas (2003) (dokumentär)
- Ladders (2004) (dokumentär) (berättare)
- Mo & Me (2006) (dokumentär)
- Bobby (2006)
- Motherland (2009) (dokumentär)
- Sing Your Song (2011) (dokumentär)
- BlacKkKlansman (2018)